# 치트
치트(영어: cheat)는 비디오 게임에서 게임에 갖춰지지 않은 기능을 이용하여 사용자가 우위를 차지하는 행위이다.

## 치트키
치트키는 게임 디자이너가 만든 것으로 비디오 게임 자체에 숨겨져 있어 일반적이지 않은 효과를 발생시킨다.
치트키는 일반적으로 비밀 암호를 입력하거나 특정 순서로 컨트롤러 버튼을 눌러 활성화시킨다.

## 봇
봇은 인공 지능 기반 시스템 소프트웨어로, 사람 대신 비디오 게임을 하여 이점 동작을 수행한다.

## 방법
치트에는 몇 가지 방법이 존재한다.

### 하드웨어 치트
외부 주변 장치를 사용하여 치트를 이용한 경우, 하드웨어 치트라고 부를 수 있다. 매크로 명령 미리 등록, 모니터의 밝기 조정 등이 해당한다.

### 소프트웨어 치트
소프트웨어 치트에는 메모리 해킹, 데이터 파일 해킹, 핵 사용등이 있다.